# Мария Анна Виктория Баварска
Вижте пояснителната страница за други личности с името Виктория.
Мария Анна Виктория Баварска (1660 – 1690) е баварска принцеса и дофина на Франция – съпруга на великия дофин Луи, най-възрастният син на крал Луи XIV. Във Франция тя е известна като великата дофина Виктоар. Смятана за патетична фигура във френския кралски двор, великата дофина живее изолирана и нежелана заради схващането, че е скучна, непривлекателна и болнава.

## Произход и ранни години
Родена е на 28 ноември 1660 г. в Мюнхен, Бавария, като Мария Анна Кристина Виктория, херцогиня на Бавария и пфалцграфиня на Рейнланд. Тя е най-възрастната дъщеря на баварския курфюрст Фердинанд Мария и на принцеса Хенриета Аделхайд Савойска. По майчина линия Мария Анна Виктория е внучка на савойския херцог Виктор Амадей I и на френската принцеса Мари Кристин, която е дъщеря на френския крал Анри IV и на Мария Медичи.
Когато е на осем, Мария Анна Виктория е сгодена за сина на Луи XIV и престолонаследник великия дофин Луи. Подготвяйки се за бъдещата си роля на френска кралица, Мария Анна Виктория получава блестящо за времето си образование – освен родния си немски, тя говори още няколко езика, в това число френски, италиански и латински.

## Дофина на Франция
Преди да се срещне с бъдещия си съпруг, Мария Анна Виктория се омъжва задочно за великия дофин в Мюнхен на 28 януари 1680 г. Двамата обаче се срещат за първи път на 7 март същата година в Шато-сюр-Марн. Мария Анна Виктория се оказва първата френска дофина след Мария Стюарт, която последна е носила титлата през 1558 г. След сключването на брака Мария Анна Виктория също като съпруга си е обявена за Fille de France („Дете на Франция“), а официалното обръщение към нея стават Нейно Височество и Мадам Дофината.
Когато пристига за първи път във Франция Мария Анна Виктория прави изключително добро впечатление с перфектния си френски език. Когато е посрещната в Страсбург, към нея се обърнали на немски, но тоя прекъснала с думите „Господа, аз говоря френски“. Като цяло обаче дофината не създава добро впечатление в двора – намират я за ужасно грозна, но според други мнения, въпреки че не е красива, тя притежава собствен чар.
Когато се омъжва за дофина, Мария Анна Виктория става първата по ранг дама в двора след свекърва си – кралица Мария Тереза. След смъртта на кралицата през 1683 г. Мария Анна Виктория придобива статута на най-важната жена в двора и заема апартамента на кралицата. Луи XIV очаквал от снаха си да изпълнява ролята на първа дама на кралството, но честите боледувания на Мария Анна Виктория ѝ пречат да изпълнява представителните си задължения. Кралят не е очарован от снаха си и често погрешно я обявява за хипохондричка.
Великият дофин обаче предпочита да държи любовници и Мария Анна Виктория остава да живее сама, изолирана в апартамента си, в който тя общува с приятелите си на немски, който е неразбираем за съпруга ѝ. Дофината поддържа близки отношения с малкото германци в двора, в това число и с Елизабет Карлота Пфалцка, съпругата на по-малкия брат на краля – Орлеанския херцог. Предполага се, че дофината е страдала от постоянна депресия заради външния си вид. Тя умира на 20 април 1690 г. и е погребана в църквата Сен Дени.

## Деца
Мария Анна Виктория ражда на съпруга си три момчета:
- Луи (1682 – 1718), херцог на Бургундия и бъдещ дофин на Франция;
- Филип (1683 – 1746), херцог на Орлеан и бъдещ крал на Испания;
- Шарл (1686 – 1714), херцог на Бери, Алансон и Ангулем.